# Aliații occidentali
Aliații occidentali au fost democrațiile vestice și popoarele coloniale care depindeau de ele, care au funcționat într-o coaliție largă coaliție a Aliaților din cel de-al Doilea Război Mondial. Termenul este folosit în general cu referire al Commonwealthul Națiunilor (din 1939), forțele guvernelor exilate din Europa ocupată de Puterile Axei (din 1940), Statele Unite, (din 1941), Italia (din 1943) și altele. Acest termen exclude Uniunea Sovietică și China care erau și ele membre ale largii alianțe antifasciste și antijaponeze. 
Din 1942 până la sfârșitul războiului, toate forțele militare ale Aliaților occidentali au fost sub comanda CCS (Șefii Statului Major Combinat), americano-britanic cu baza la Washington, D.C.
Termenul Aliații occidentali a continuat să fie aplicat forțelor americane, britanice și franceze staționate în Berlinul de Vest din 1945 până în 1984. 